# Ланденсберг
Ланденсберг (нім. Landensberg) — громада в Німеччині, знаходиться в землі Баварія. Підпорядковується адміністративному округу Швабія. Входить до складу району Гюнцбург. Складова частина об'єднання громад Гальденванг.
Площа — 7,95 км2. Населення становить 700 ос. (станом на 31 грудня 2020).

## Галерея

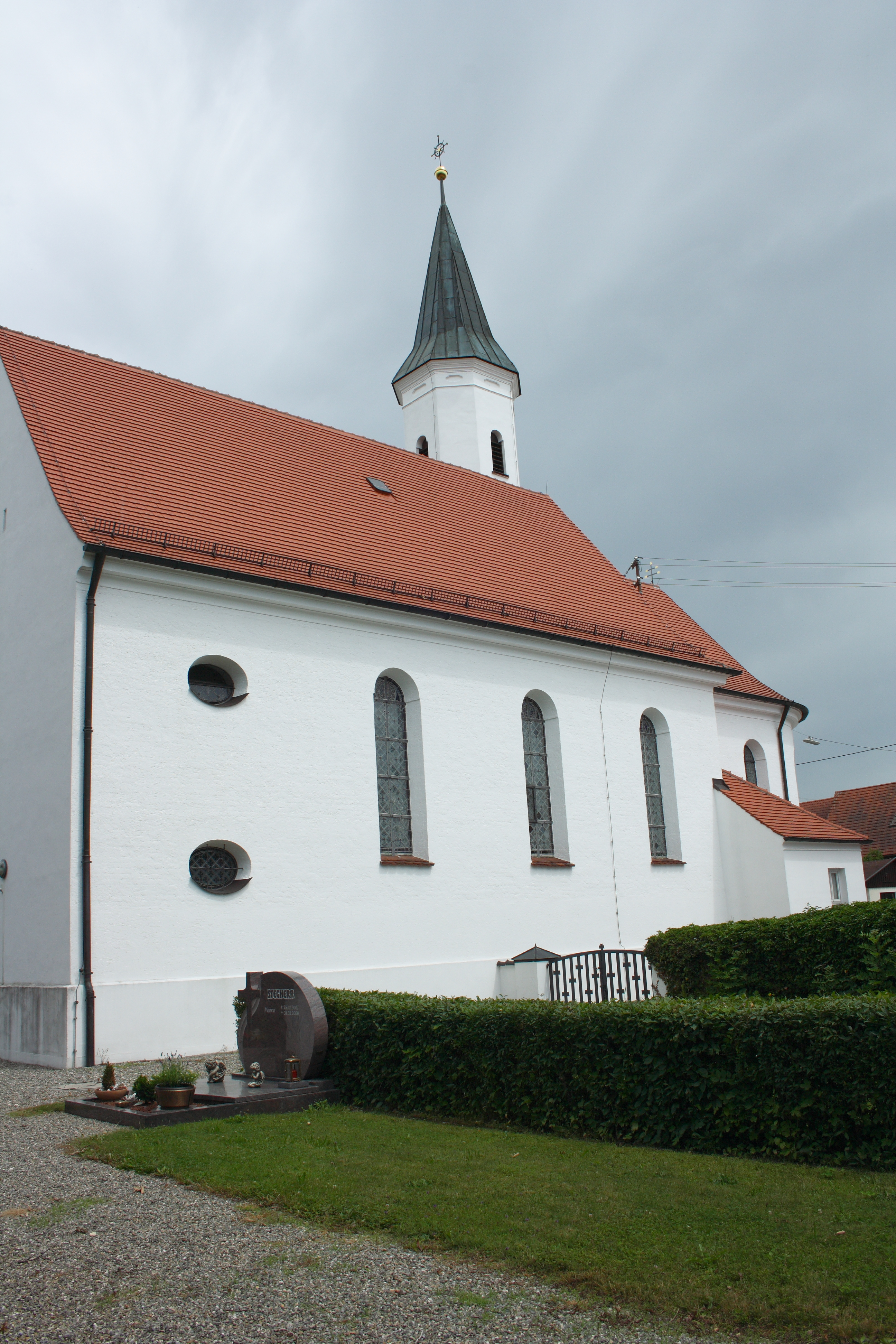